# Vranjina
Vranjina (Serbio: Врањина) es una isla situada en el Lago Skadar en el municipio de Podgorica en Montenegro.
La isla ha sido creada a partir de un delta del Río Morača, está situada en la parte norte del lago y tiene una superficie de 4,8 km² a una altitud de 296 metros, por lo que es la isla más alta de Montenegro. La isla está conectada al continente por un puente en dirección a Podgorica y otro a través del lago hacia la ciudad de Bar.
El Monasterio de San Nicolás es un monumento muy conocido en la isla. A la ciudad de Vranjina, a orillas del lago, se la llama popularmente como la Venecia de Montenegro debido a su entorno natural. La isla se trata además de una zona muy popular en la que practicar la pesca y disfrutar de unos cuantos restaurantes de pescado que se encuentran situados en ella.